# Азербайджан на літніх Олімпійських іграх 2016
Азербайджан на літніх Олімпійських іграх 2016 був представлений в 18 видах спорту. До складу збірної Азербайджану увійшли 56 спортсменів.

## Медалісти
| Медалі | Спортсмени              | Вид спорту                      | Дисципліна                            | Дата      |
| ------ | ----------------------- | ------------------------------- | ------------------------------------- | --------- |
| Золото | Радік Ісаєв             | Тхеквондо                       | понад 80 кг (чоловіки)                | 20 серпня |
| Срібло | Рустам Оруджев          | Дзюдо                           | до 73 кг (чоловіки)                   | 8 серпня  |
| Срібло | Ельмар Гасимов          | Дзюдо                           | до 100 кг (чоловіки)                  | 11 серпня |
| Срібло | Марія Стадник           | Боротьба                        | вільна, до 48 кг (жінки)              | 17 серпня |
| Срібло | Валентин Дем'яненко     | Веслування на байдарках і каное | каное-одиночки, 200 метрів (чоловіки) | 18 серпня |
| Срібло | Тогрул Асгаров          | Боротьба                        | вільна, до 65 кг (чоловіки)           | 21 серпня |
| Срібло | Лоренсо Сотомайор       | Бокс                            | до 64 кг (чоловіки)                   | 21 серпня |
| Срібло | Хетаг Газюмов           | Боротьба                        | вільна, до 97 кг (чоловіки)           | 21 серпня |
| Бронза | Сабах Шаріаті           | Боротьба                        | греко-римська, до 130 (чоловіки)      | 15 серпня |
| Бронза | Інна Осипенко-Радомська | Веслування на байдарках і каное | байдарки-одиночки, 200 м (жінки)      | 16 серпня |
| Бронза | Расул Чунаєв            | Боротьба                        | греко-римська, до 66 (чоловіки)       | 16 серпня |
| Бронза | Патімат Абакарова       | Тхеквондо                       | до 49 кг (жінки)                      | 17 серпня |
| Бронза | Камран Шахсуварлі       | Бокс                            | до 75 кг (чоловіки)                   | 18 серпня |
| Бронза | Наталія Синишин         | Боротьба                        | до 53 кг (жінки)                      | 18 серпня |
| Бронза | Гаджі Алієв             | Боротьба                        | до 57 кг (чоловіки)                   | 19 серпня |
| Бронза | Джабраїл Гасанов        | Боротьба                        | до 74 кг (чоловіки)                   | 19 серпня |
| Бронза | Мілад Беігі             | Тхеквондо                       | до 80 кг (чоловіки)                   | 19 серпня |
| Бронза | Шаріф Шаріфов           | Боротьба                        | до 86 кг (чоловіки)                   | 20 серпня |

## Стрільба з лука
| Спортсмен   | Дисципліна                     | Попередній раунд | Попередній раунд | 1/32 фіналу        | 1/16 фіналу        | 1/8 фіналу         | Чвертьфінали       | Півфінали          | Фінал / БМ         | Фінал / БМ       |
| Спортсмен   | Дисципліна                     | Результат        | Сіяний           | Суперник Результат | Суперник Результат | Суперник Результат | Суперник Результат | Суперник Результат | Суперник Результат | Місце            |
| ----------- | ------------------------------ | ---------------- | ---------------- | ------------------ | ------------------ | ------------------ | ------------------ | ------------------ | ------------------ | ---------------- |
| Ольга Сенюк | індивідуальна першість (жінки) | 623              | 37               | Cao H (CHN) L 1–7  | Завершила виступ   | Завершила виступ   | Завершила виступ   | Завершила виступ   | Завершила виступ   | Завершила виступ |

## Легка атлетика
Легенда
- Note – для трекових дисциплін місце вказане лише для забігу, в якому взяв участь спортсмен
- Q = пройшов у наступне коло напряму
- q = пройшов у наступне коло за добором (для трекових дисциплін - найшвидші часи серед тих, хто не пройшов напряму; для технічних дисциплін - увійшов до визначеної кількості фіналістів за місцем якщо напряму пройшло менше спортсменів, ніж визначена кількість)
- NR = Національний рекорд
- N/A = Коло відсутнє у цій дисципліні
- Bye = спортсменові не потрібно змагатися у цьому колі

Трекові і шосейні дисципліни
| Спортсмен       | Дисципліна                    | Попередній забіг | Попередній забіг | Фінал           | Фінал           |
| Спортсмен       | Дисципліна                    | Результат        | Місце            | Результат       | Місце           |
| --------------- | ----------------------------- | ---------------- | ---------------- | --------------- | --------------- |
| Хайле Ібрагімов | біг на 5000 метрів (чоловіки) | 13:27.11         | 19               | Завершив виступ | Завершив виступ |
| Evans Kiplagat  | марафонський біг (чоловіки)   | Н/Д              | Н/Д              | 2:15:31         | 28              |

Технічні дисципліни
| Спортсмен                  | Дисципліна                   | Кваліфікація       | Кваліфікація | Фінал              | Фінал            |
| Спортсмен                  | Дисципліна                   | Результат у метрах | Місце        | Результат у метрах | Місце            |
| -------------------------- | ---------------------------- | ------------------ | ------------ | ------------------ | ---------------- |
| Назім Бабаєв               | потрійний стрибок (чоловіки) | 16.38              | 25           | Завершив виступ    | Завершив виступ  |
| Скидан Ганна Олександрівна | метання молота (жінки)       | 70.09              | 13           | Завершила виступ   | Завершила виступ |

## Бокс
Чоловіки
| Спортсмен                  | Категорія   | 1/16 фіналу             | 1/8 фіналу                   | Чвертьфінали            | Півфінали            | Фінал                   | Фінал           |
| Спортсмен                  | Категорія   | Суперник Результат      | Суперник Результат           | Суперник Результат      | Суперник Результат   | Суперник Результат      | Місце           |
| -------------------------- | ----------- | ----------------------- | ---------------------------- | ----------------------- | -------------------- | ----------------------- | --------------- |
| Руфат Гусейнов             | до 49 кг    | Амуньєла (NAM) L 0–3    | Завершив виступ              | Завершив виступ         | Завершив виступ      | Завершив виступ         | Завершив виступ |
| Ельвін Мамішзаде           | до 52 кг    | Bye                     | Саттибаєв (KAZ) W 3–0        | Зоїров (UZB) L 0–3      | Завершив виступ      | Завершив виступ         | Завершив виступ |
| Джавід Челебієв            | до 56 кг    | Єралієв (KAZ) L 1–2     | Завершив виступ              | Завершив виступ         | Завершив виступ      | Завершив виступ         | Завершив виступ |
| Селімов Альберт Шевкетович | до 60 кг    | Bye                     | Девід Джойс (IRL) W 3–0      | Уміа (FRA) L 0–3        | Завершив виступ      | Завершив виступ         | Завершив виступ |
| Лоренсо Сотомайор          | до 64 кг    | Матвійчук (UKR) W 3–0   | Амзіле (FRA) W 2–1           | Толедо (CUB) W 3–0      | Арутюнян (GER) W 3–0 | Гаїбназаров (UZB) L 1-2 | 2               |
| Парвіз Багіров             | до 69 кг    | Bye                     | Сіссоко (FRA) L 0–3          | Завершив виступ         | Завершив виступ      | Завершив виступ         | Завершив виступ |
| Камран Шахсуварлі          | до 75 кг    | Чжао Мінган (CHN) W 3–0 | Артем Чеботарьов (RUS) W 2–1 | Алімханули (KAZ) W 2–1  | Лопес (CUB) L 0–3    | Завершив виступ         | 3               |
| Теймур Маммадов            | до 81 кг    | Солоненко (UKR) W 3–0   | Петер Мюлленберг (NED) W 3–0 | Ніязимбетов (KAZ) L 0–3 | Завершив виступ      | Завершив виступ         | Завершив виступ |
| Абдулкадир Абдуллаєв       | до 91 кг    | Bye                     | Омба-Біонголо (FRA) W TKO    | Тулаганов (UZB) L 0–3   | Завершив виступ      | Завершив виступ         | Завершив виступ |
| Магомедрасул Маджидов      | понад 91 кг | Арджауї (MAR) W 3–0     | Дичко (KAZ) L 0–3            | Завершив виступ         | Завершив виступ      | Завершив виступ         | Завершив виступ |

Жінки
| Спортсменка          | Категорія | 1/8 фіналу          | Чвертьфінали         | Півфінали           | Фінал               | Фінал            |
| Спортсменка          | Категорія | Суперниця Результат | Суперниця Результат  | Суперниця Результат | Суперниця Результат | Місце            |
| -------------------- | --------- | ------------------- | -------------------- | ------------------- | ------------------- | ---------------- |
| Сидор Яна Олексіївна | до 60 кг  | Bye                 | Цзюньхуа (CHN) L 0–3 | Завершила виступ    | Завершила виступ    | Завершила виступ |

## Веслування на байдарках і каное

### Слалом
| Спортсмен  | Дисципліна   | Попередній раунд | Попередній раунд | Попередній раунд | Попередній раунд | Попередній раунд | Попередній раунд | Півфінал | Півфінал | Фінал           | Фінал           |
| Спортсмен  | Дисципліна   | Заплив 1         | Місце            | Заплив 2         | Місце            | Кращий           | Місце            | Час      | Місце    | Час             | Місце           |
| ---------- | ------------ | ---------------- | ---------------- | ---------------- | ---------------- | ---------------- | ---------------- | -------- | -------- | --------------- | --------------- |
| Юре Меглич | чоловіки Б-1 | 95.12            | 13               | 90.70            | 8                | 90.70            | 11 Q             | 145.00   | 14       | Завершив виступ | Завершив виступ |

### Спринт
| Спортсмен                             | Дисципліна            | Заїзди   | Заїзди | Півфінали | Півфінали | Фінал    | Фінал |
| Спортсмен                             | Дисципліна            | Час      | Місце  | Час       | Місце     | Час      | Місце |
| ------------------------------------- | --------------------- | -------- | ------ | --------- | --------- | -------- | ----- |
| Дем'яненко Валентин Юрійович          | К-1, 200 м (чоловіки) | 39.749   | 1 Q    | 40.298    | 2 FA      | 39.493   | 2     |
| Осипенко-Радомська Інна Володимирівна | Б-1, 200 м (жінки)    | 40.702   | 1 Q    | 39.803    | 1 FA      | 40.401   | 3     |
| Осипенко-Радомська Інна Володимирівна | Б-1, 500 м (жінки)    | 1:51.750 | 1 Q    | 1:57.627  | 2 FA      | 1:56.573 | 8     |

Пояснення до кваліфікації: FA = Кваліфікувались до фіналу A (за медалі); FB = Кваліфікувались до фіналу B (не за медалі)

## Велоспорт

### Шосе
| Спортсмен                   | Дисципліна                       | Час          | Місце        |
| --------------------------- | -------------------------------- | ------------ | ------------ |
| Аверін Максим Олександрович | Групова шосейна гонка (чоловіки) | Не фінішував | Не фінішував |
| Олена Павлухіна             | групова шосейна гонка (жінки)    | 3:59:05      | 35           |

### Трек
Спринт
| Спортсмен               | Дисципліна     | Кваліфікація           | Кваліфікація | Раунд 1                         | Втішний поєдинок 1              | Раунд 2                         | Втішний поєдинок 2              | Чвертьфінали                    | Півфінали                       | Фінал                           | Фінал            |
| Спортсмен               | Дисципліна     | Час Швидкість (км/год) | Місце        | Суперник Час Швидкість (км/год) | Суперник Час Швидкість (км/год) | Суперник Час Швидкість (км/год) | Суперник Час Швидкість (км/год) | Суперник Час Швидкість (км/год) | Суперник Час Швидкість (км/год) | Суперник Час Швидкість (км/год) | Місце            |
| ----------------------- | -------------- | ---------------------- | ------------ | ------------------------------- | ------------------------------- | ------------------------------- | ------------------------------- | ------------------------------- | ------------------------------- | ------------------------------- | ---------------- |
| Ісмаїлова Ольга Юріївна | спринт (жінки) | 11.152 64.562          | 18 Q         | Джеймс (GBR) L                  | Мірс (AUS) van Riessen (NED) L  | Завершила виступ                | Завершила виступ                | Завершила виступ                | Завершила виступ                | Завершила виступ                | Завершила виступ |

Кейрін
| Спортсмен               | Дисципліна     | Перший раунд | Втішний поєдинок | Другий раунд     | Final            |
| Спортсмен               | Дисципліна     | Місце        | Місце            | Місце            | Місце            |
| ----------------------- | -------------- | ------------ | ---------------- | ---------------- | ---------------- |
| Ісмаїлова Ольга Юріївна | кейрін (жінки) | 4 R          | 4                | Завершила виступ | Завершила виступ |

## Фехтування
| Спортсмен     | Дисципліна             | 1/32 фіналу        | 1/16 фіналу            | 1/8 фіналу         | Чвертьфінал        | Півфінал           | Фінал / БМ         | Фінал / БМ       |
| Спортсмен     | Дисципліна             | Суперник Результат | Суперник Результат     | Суперник Результат | Суперник Результат | Суперник Результат | Суперник Результат | Місце            |
| ------------- | ---------------------- | ------------------ | ---------------------- | ------------------ | ------------------ | ------------------ | ------------------ | ---------------- |
| Сабіна Мікіна | командна шабля (жінки) | Bye                | A Besbes (TUN) L 12–15 | Завершила виступ   | Завершила виступ   | Завершила виступ   | Завершила виступ   | Завершила виступ |

## Гімнастика

### Спортивна гімнастика
Чоловіки
| Спортсмен              | Дисципліна | Кваліфікація               | Кваліфікація       | Кваліфікація | Кваліфікація | Кваліфікація | Кваліфікація | Кваліфікація | Кваліфікація | Фінал  | Фінал  | Фінал  | Фінал  | Фінал           | Фінал           | Фінал           | Фінал           |                 |                 |                 |                 |
| Спортсмен              | Дисципліна | Вправа                     | Вправа             | Вправа       | Вправа       | Вправа       | Вправа       | Загалом      | Місце        | Вправа | Вправа | Вправа | Вправа | Вправа          | Вправа          | Загалом         | Місце           |                 |                 |                 |                 |
| ---------------------- | ---------- | -------------------------- | ------------------ | ------------ | ------------ | ------------ | ------------ | ------------ | ------------ | ------ | ------ | ------ | ------ | --------------- | --------------- | --------------- | --------------- | --------------- | --------------- | --------------- | --------------- |
| Спортсмен              | Дисципліна | Пахнюк Петро Володимирович | Абсолютна першість | 14.133       | 14.233       | 13.600       | 14.300       | Загалом      | Місце        | 14.166 | 13.783 | 84.215 | 34     | Завершив виступ | Завершив виступ | Завершив виступ | Завершив виступ | Завершив виступ | Завершив виступ | Завершив виступ | Завершив виступ |
| Степко Олег Сергійович | 13.900     | 14.975                     | Абсолютна першість | 14.033       | 14.400       | 15.300       | 13.600       | 86.208       | 20 Q         | 12.266 | 13.100 | 14.533 | 14.916 | 13.800          | 10.466          | 79.081          | 22              |                 |                 |                 |                 |

### Художня гімнастика
| Спортсменка              | Дисципліна                  | Кваліфікація | Кваліфікація | Кваліфікація | Кваліфікація | Кваліфікація | Кваліфікація | Фінал  | Фінал  | Фінал  | Фінал   | Фінал   | Фінал |
| Спортсменка              | Дисципліна                  | Обруч        | М'яч         | Булави       | Стрічка      | Загалом      | Місце        | Обруч  | М'яч   | Булави | Стрічка | Загалом | Місце |
| ------------------------ | --------------------------- | ------------ | ------------ | ------------ | ------------ | ------------ | ------------ | ------ | ------ | ------ | ------- | ------- | ----- |
| Дурунда Марина Сергіївна | Індивідуальне багатоборство | 17.466       | 17.466       | 17.683       | 17.733       | 70.348       | 8 Q          | 16.950 | 17.541 | 17.716 | 17.541  | 69.748  | 9     |

## Дзюдо
| Спортсмен                  | Категорія               | 1/32 фіналу        | 1/16 фіналу                 | 1/8 фіналу               | Чвертьфінали             | Півфінали                | Втішний поєдинок                | Фінал / БМ               | Фінал / БМ      |
| Спортсмен                  | Категорія               | Суперник Результат | Суперник Результат          | Суперник Результат       | Суперник Результат       | Суперник Результат       | Суперник Результат              | Суперник Результат       | Місце           |
| -------------------------- | ----------------------- | ------------------ | --------------------------- | ------------------------ | ------------------------ | ------------------------ | ------------------------------- | ------------------------ | --------------- |
| Орхан Сафаров              | до 60 кг (чоловіки)     | Bye                | Постігос (PER) W 001–000    | Бестаєв (KGZ) W 110–000  | Кітадай (BRA) W 100–000  | Сметов (KAZ) L 000–010   | Bye                             | Такато (JPN) L 000–000 S | 5               |
| Ніджад Шихалізаде          | до 66 кг (чоловіки)     | Bye                | Уріарте (ESP) W 000–000 S   | Базіле (ITA) L 000–110   | Завершив виступ          | Завершив виступ          | Завершив виступ                 | Завершив виступ          | Завершив виступ |
| Оруджев Рустам Фазаїл-огли | до 73 кг (чоловіки)     | Bye                | Хамза (KAZ) W 000–000 S     | Бенстед (AUS) W 100–000  | Унгварі (HUN) W 010–000  | Мукі (ISR) W 001–000     | Bye                             | Оно (JPN) L 000–110      | 2               |
| Маммадалі Мехдієв          | до 90 кг (чоловіки)     | Bye                | Денісов (RUS) W 100–000     | Каміло (BRA) W 011–001   | Gwak D-h (KOR) L 000–100 | Завершив виступ          | Лхагвасуренгійн (MGL) L 000–001 | Завершив виступ          | 7               |
| Ельмар Гасимов             | до 100 кг (чоловіки)    | Bye                | Хайбулаєв (RUS) W 011–000   | Буякуб (ALG) W 010–010 S | Дарвіш (EGY) W 100–000   | Блошенко (UKR) W 100–000 | Bye                             | Крпалек (CZE) L 000–100  | 2               |
| Ушангі Кокаурі             | понад 100 кг (чоловіки) | Н/Д                | Ņikiforenko (LAT) W 111–000 | Харасава (JPN) L 000–100 | Завершив виступ          | Завершив виступ          | Завершив виступ                 | Завершив виступ          | Завершив виступ |

## Академічне веслування
| Спортсмен                          | Дисципліна              | Заїзди  | Заїзди | Втішний заплив | Втішний заплив | Півфінали | Півфінали | Фінал   | Фінал |
| Спортсмен                          | Дисципліна              | Час     | Місце  | Час            | Місце          | Час       | Місце     | Час     | Місце |
| ---------------------------------- | ----------------------- | ------- | ------ | -------------- | -------------- | --------- | --------- | ------- | ----- |
| Александар Александров Борис Йотов | парні двійки (чоловіки) | 6:40.52 | 2 SA/B | Bye            | Bye            | 6:37.49   | 6 FB      | 7:24.03 | 12    |

Пояснення до кваліфікації: FA=Фінал A (за медалі); FB=Фінал B (не за медалі); FC=Фінал C (не за медалі); FD=Фінал D (не за медалі); FE=Фінал E (не за медалі); FF=Фінал F (не за медалі); SA/B=Півфінали A/B; SC/D=Півфінали C/D; SE/F=Півфінали E/F; QF=Чвертьфінали; R=Потрапив у втішний заплив

## Стрільба
| Спортсмен    | Дисципліна                                  | Кваліфікація | Кваліфікація | Фінал           | Фінал           |
| Спортсмен    | Дисципліна                                  | Очки         | Місце        | Очки            | Місце           |
| ------------ | ------------------------------------------- | ------------ | ------------ | --------------- | --------------- |
| Руслан Лунев | пневматичний пістолет, 10 метрів (чоловіки) | 577          | 15           | Завершив виступ | Завершив виступ |
| Руслан Лунев | швидкісний пістолет, 25 метрів (чоловіки)   | 575          | 15           | Завершив виступ | Завершив виступ |

Пояснення до кваліфікації: Q = Пройшов у наступне коло; q = Кваліфікувався щоб змагатись у поєдинку за бронзову медаль

## Плавання
| Спортсмен         | Дисципліна                        | Попередній заплив | Попередній заплив | Півфінал         | Півфінал         | Фінал            | Фінал            |
| Спортсмен         | Дисципліна                        | Час               | Місце             | Час              | Місце            | Час              | Місце            |
| ----------------- | --------------------------------- | ----------------- | ----------------- | ---------------- | ---------------- | ---------------- | ---------------- |
| Борис Кириллов    | 200 метрів на спині (чоловіки)    | 2:05.01           | 26                | Завершив виступ  | Завершив виступ  | Завершив виступ  | Завершив виступ  |
| Фатіма Алкерімова | 100 метрів вільним стилем (жінки) | 59.41             | 41                | Завершила виступ | Завершила виступ | Завершила виступ | Завершила виступ |

## Тхеквондо
| Спортсмен                        | Категорія              | 1/8 фіналу             | Чвертьфінали               | Півфінали             | Втішний поєдинок   | Фінал / БМ                | Фінал / БМ |
| Спортсмен                        | Категорія              | Суперник Результат     | Суперник Результат         | Суперник Результат    | Суперник Результат | Суперник Результат        | Місце      |
| -------------------------------- | ---------------------- | ---------------------- | -------------------------- | --------------------- | ------------------ | ------------------------- | ---------- |
| Мілад Беігі                      | до 80 кг (чоловіки)    | Кулібалі (MLI) W 13–6  | Ходабахші (IRI) W 17–5 PTG | Мугаммад (GBR) L 7–12 | Bye                | Paziński (POL) W 12–0 PTG | 3          |
| Ісаєв Радік Веледінович          | понад 80 кг (чоловіки) | Жапаров (KAZ) W 11–2   | Cha D-m (KOR) W 12–8       | Чо (GBR) W 4–1        | Bye                | Абдулразак (NIG) W 6–2    | 1          |
| Абакарова Патімат Серажутдінівна | до 49 кг (жінки)       | Богданович (SRB) L 2–3 | Завершила виступ           | Завершила виступ      | Wu Jy (CHN) W 4–3  | Азіез (FRA) W 7–2         | 3          |
| Фаріда Азізова                   | до 67 кг (жінки)       | Макферсон (USA) W 6–5  | Турсункулова (UZB) W 5–1   | Oh H-r (KOR) L 5–6    | Bye                | Гбагбі (CIV) L 1–7        | 5          |

## Тріатлон
| Спортсмен        | Дисципліна | Плавання, 1,5 км | Перехід 1 | Велосипед, 40 км | Перехід 2 | Біг, 10 км | Загалом Time | Місце |
| ---------------- | ---------- | ---------------- | --------- | ---------------- | --------- | ---------- | ------------ | ----- |
| Пєвцов Ростислав | чоловіки   | 18:14            | 0:51      | 58:12            | 0:42      | 32:07      | 1:52:06      | 39    |

## Боротьба
Легенда:
- VT – Перемога на туше.
- PP – Перемога за очками – з технічними очками в того, хто програв.
- PO – Перемога за очками – без технічних очок в того, хто програв.
- ST – Перемога за явної переваги – різниця в очках становить принаймні 8 (греко-римська боротьба) або 10 (вільна боротьба) очок, без технічних очок у того, хто програв.
- SP – Перемога за явної переваги – різниця в очках становить принаймні 8 (греко-римська боротьба) або 10 (вільна боротьба) очок, з технічними очками в того, хто програв.

| Спортсмен                        | Категорія            | Кваліфікація              | 1/8 фіналу                  | Чвертьфінал                 | Півфінал                 | Втішний поєдинок 1    | Втішний поєдинок 2        | Фінал / БМ                  | Фінал / БМ           |
| Спортсмен                        | Категорія            | Суперник Результат        | Суперник Результат          | Суперник Результат          | Суперник Результат       | Суперник Результат    | Суперник Результат        | Суперник Результат          | Місце                |
| Чоловіки's Freestyle             | Чоловіки's Freestyle | Чоловіки's Freestyle      | Чоловіки's Freestyle        | Чоловіки's Freestyle        | Чоловіки's Freestyle     | Чоловіки's Freestyle  | Чоловіки's Freestyle      | Чоловіки's Freestyle        | Чоловіки's Freestyle |
| -------------------------------- | -------------------- | ------------------------- | --------------------------- | --------------------------- | ------------------------ | --------------------- | ------------------------- | --------------------------- | -------------------- |
| Алієв Гаджі Азер-огли            | до 57 кг             | Bye                       | Yun J-s (KOR) W 4–1 SP      | Хінчегашвілі (GEO) L 1–3 PP | Завершив виступ          | Bye                   | Санаєв (KAZ) W 3–1 PP     | Дубов (BUL) W 5–0 VT        | 3                    |
| Асгаров Тогрул Шахріяр-огли      | до 65 кг             | Bye                       | Квятковський (UKR) W 4–1 SP | Молінаро (USA) W 4–0 ST     | Чамісо (ITA) W 3–1 PP    | Bye                   | Bye                       | Рамонов (RUS) L 0–4 ST      | 2                    |
| Гасанов Джабраїл Ільхам-огли     | до 74 кг             | Bye                       | Ізкуердо (COL) W 4–0 ST     | Макарашвілі (GEO) W 4–0 ST  | Гедуєв (RUS) L 1–3 PP    | Bye                   | Bye                       | Абдурахмонов (UZB) W 3–1 PP | 3                    |
| Шаріфов Шаріф Наїдгаджавович     | до 86 кг             | Bye                       | Bi Sf (CHN) W 4–0 ST        | Барановський (POL) W 3–0 PO | Садулаєв (RUS) L 1–3 PP  | Bye                   | Bye                       | Себальос (VEN) W 3–1 PP     | 3                    |
| Газюмов Хетаг Русланович         | до 97 кг             | Баран (POL) W 3–0 PO      | Яздані (IRI) W 3–1 PP       | Ібрагімов (UZB) W 3–1 PP    | Андрійцев (UKR) W 4–0 ST | Bye                   | Bye                       | Snyder (USA) L 1–3 PP       | 2                    |
| Магомедов Джамаладдін Гаджійович | до 125 кг            | Bye                       | Длагнєв (USA) L 1–3 PP      | Завершив виступ             | Завершив виступ          | Завершив виступ       | Завершив виступ           | Завершив виступ             | 12                   |
| Чоловіки's Greco-Roman           |                      |                           |                             |                             |                          |                       |                           |                             |                      |
| Байрамов Ровшан Джаннет-огли     | до 59 кг             | Bye                       | Родрігес (VEN) W 4–0 ST     | Тільке (USA) W 4–0 ST       | Ота (JPN) L 0–5 VT       | Bye                   | Bye                       | Berge (NOR) L 1–3 PP        | 5                    |
| Чунаєв Расул Абакар-огли         | до 66 кг             | Martínez (CUB) W 3–1 PP   | Альбієв (RUS) W 3–1 PP      | Бенаїсса (ALG) W 4–1 SP     | Арутюнян (ARM) L 1–3 PP  | Bye                   | Bye                       | Ryu H-s (KOR) W 4–0 ST      | 3                    |
| Мурсалієв Ельвін Адалат-огли     | до 75 кг             | Фавзі (EGY) W 3–1 PP      | Картіков (KAZ) W 3–1 PP     | Бачі (HUN) L 0–3 PO         | Завершив виступ          | Завершив виступ       | Завершив виступ           | Завершив виступ             | 7                    |
| Саман Тахмасебі                  | до 85 кг             | Чакветадзе (RUS) L 0–3 PO | Завершив виступ             | Завершив виступ             | Завершив виступ          | Ахлагі (IRI) L 1–3 PP | Завершив виступ           | Завершив виступ             | 13                   |
| Сабах Шаріаті                    | до 130 кг            | Bye                       | Сміт (USA) W 3–1 PP         | Каяалп (TUR) L 0–5 VT       | Завершив виступ          | Bye                   | Карабальйо (VEN) W 3–0 PO | Попп (GER) W 5–0 VT         | 3                    |
| Жінки's Freestyle                |                      |                           |                             |                             |                          |                       |                           |                             |                      |
| Стадник Марія Василівна          | до 48 кг             | Bye                       | Бермудес (ARG) W 4–0 ST     | Матковська (POL) W 4–0 ST   | Янкова (BUL) W 5–0 VT    | Bye                   | Bye                       | Тосака (JPN) L 2–3 PP       | 2                    |
| Синишин Наталія Ігорівна         | до 53 кг             | Bye                       | Йосіда (JPN) L 0–3 PO       | Завершив виступ             | Завершив виступ          | Bye                   | Самбу (SEN) W 3–0 PO      | Аргуелло (VEN) W 3–1 PP     | 3                    |
| Раткевич Юлія Миколаївна         | до 58 кг             | Bye                       | Гергель (UKR) W 3–1 PP      | Рентерія (COL) W 3–1 PP     | Ітьо (JPN) L 0–4 ST      | Bye                   | Bye                       | Амрі (TUN) L 1–3 PP         | 5                    |